# De mujer a mujer (película de 1923)
De mujer a mujer es una adaptación cinematográfica de la obra teatral homónima de 1921 del escritor británico Michael Morton.
No se conserva ninguna copia conocida de esta película que, por lo tanto, se da por perdida. Aunque sí que se han conservado las fotos fijas del rodaje y la publicidad.
La estrella americana Betty Compson ganó la astronómica cifra de 1000 dólares por semana.
Existen otras películas con idéntico título.

## Argumento
Un militar inglés de permiso en París mantiene una aventura con una corista francesa de la que está enamorado. Terminado el permiso vuelve al frente, donde es gravemente herido. Como consecuencia, pierde la memoria y olvida por completo a la corista. Terminada la guerra, vuelve a Inglaterra y se casa con una dama de la alta sociedad. Todo va bien hasta que la corista reaparece en su vida con un supuesto hijo de ambos y una niña. 
La película termina con la muerte de la corista.

## Otros créditos
- Color: Blanco y negro
- Asistente de dirección: Alfred Hitchcock